# Вэнс, Данитра
Дани́тра Вэнс (англ. Danitra Vance; 21 августа 1954, Чикаго, Иллинойс, США — 21 августа 1994,  Маркэм, Иллинойс, США) — американская актриса, комедиантка и певица. Наиболее известна как участница музыкально-юмористической телепрограммы «Субботним вечером в прямом эфире» в 1985—1986 гг.

## Смерть
40-летняя Шивон скончалась 21 августа 1994 года в Маркэме (штат Иллинойс, США) после 4-х лет борьбы с раком молочной железы.

## Избранная фильмография
| Год       |   | Русское название                 | Оригинальное название | Роль             |
| --------- | - | -------------------------------- | --------------------- | ---------------- |
| 1985—1986 | с | Субботним вечером в прямом эфире | Saturday Night Live   | разные персонажи |